# Кивимяэ (Таллин)
Ки́вимяэ (эст. Kivimäe — «Каменная гора») — микрорайон в районе Нымме города Таллина, столицы Эстонии. 

## География
Расположен в южной части Таллина. Граничит с микрорайонами Хийу, Нымме и Пяэскюла. Площадь — 2,22 км². Плотность населения на 1 января 2023 года — 2076,1 чел/км².

## Улицы
Основные и самые протяжённые улицы микрорайона Кивимяэ: бульвар Вабадузе, Воолу, Ильмаризе, Кивимяэ, Лаулику, Олеви, Пыллу, Пярнуское шоссе, Радтеэ, улицы Санатоориуми, Таара, Иоганна Вольдемара Янсена.
В микрорайоне есть улицы, названные по мотивам эстонской мифологии, в частности Ванемуйзе (эст. Vanemuise — Ванемуйне) и Ильмаризе (эст. Ilmarise — Ильмарине). 

## Население
В 2014 году в Кивимяэ проживали 4936 человек, доля мужчин — 45 %; эстонцы составляли 87 % жителей микрорайона.
| Численность населения микрорайона Кивимяэ на 1 января по данным Регистра народонаселения | Численность населения микрорайона Кивимяэ на 1 января по данным Регистра народонаселения | Численность населения микрорайона Кивимяэ на 1 января по данным Регистра народонаселения | Численность населения микрорайона Кивимяэ на 1 января по данным Регистра народонаселения | Численность населения микрорайона Кивимяэ на 1 января по данным Регистра народонаселения | Численность населения микрорайона Кивимяэ на 1 января по данным Регистра народонаселения | Численность населения микрорайона Кивимяэ на 1 января по данным Регистра народонаселения | Численность населения микрорайона Кивимяэ на 1 января по данным Регистра народонаселения |
| 2008                                                                                     | 2010                                                                                     | 2011                                                                                     | 2012                                                                                     | 2013                                                                                     | 2014                                                                                     | 2015                                                                                     | 2016                                                                                     |
| ---------------------------------------------------------------------------------------- | ---------------------------------------------------------------------------------------- | ---------------------------------------------------------------------------------------- | ---------------------------------------------------------------------------------------- | ---------------------------------------------------------------------------------------- | ---------------------------------------------------------------------------------------- | ---------------------------------------------------------------------------------------- | ---------------------------------------------------------------------------------------- |
| 4815                                                                                     | ↘4710                                                                                    | ↗4736                                                                                    | ↗4784                                                                                    | ↗4813                                                                                    | ↗4936                                                                                    | ↘4872                                                                                    | ↘4861                                                                                    |
| 2017                                                                                     | 2018                                                                                     | 2019                                                                                     | 2020                                                                                     | 2021                                                                                     | 2022                                                                                     | 2023                                                                                     |                                                                                          |
| ↘4809                                                                                    | ↗4856                                                                                    | ↘4778                                                                                    | ↗4854                                                                                    | ↘4778                                                                                    | ↘4666                                                                                    | ↘4609                                                                                    |                                                                                          |

## История
Микрорайон назван в честь железнодорожной станции «Кивимяэ», открытой в 1924 году. Центр его территории расположен на т. н. холме Кивимяги (эст. Kivimägi — с эст. «Каменный холм»), образовавшемся в ходе строительства железной дороги Таллин — Кейла, которая велась в 1869—1870-х годах. Строители сравнивали с землей каменистые холмы и складировали камни в одном месте.
К северу от железной дороги здесь располагалось болото Халликиви (эст. Hallikivi — «Cерый камень»), названное в честь большого валуна, который был разрушен и использован для строительства своей мызы Николаем фон Гленом.
В начале XX века здесь находилась школа Глена, но до 1920-х годов в Кивимяэ встречались в основном одиночные частные дома и хутора. Местность была заселена слабо, и большую её часть занимал сосновый лес.
В 1924 году была открыта железнодорожная остановка «Кивимяэ». В качестве вокзального здания использовался старый товарный вагон. Новое здание вокзала было построено в 1937 году.
В связи с хорошим климатом и чистым лесным воздухом в 1926 году в Кивимяэ был построен туберкулёзный санаторий. Здание санатория спроектировал архитектор Эрих Якоби. В том же году была основана улица Кивимяэ.
В 1927 году на территории современного микрорайона расположился третий участок добровольческой пожарной службы Нымме. Тремя годами позже было построено здание пожарной службы.
В 1932 году по проекту архитектора Фридриха Вендаха здесь была построена Кивимяэская начальная школа, которая сейчас носит название Кивимяэская основная школа (в настоящее время административно расположена на территории микрорайона Пяэскюла). В 1938 году в Кивимяэ по проекту Альфреда Кехвы (Alfred Kehva) был возведен военный санаторий, который, как и санаторий, построенный в 1924 году, специализировался на лечении туберкулёза.
С целью улучшения жизни в районе директор Ныммеской гимназии Альфред Теасте в 1936 году основал «Общество благоустройства и облагораживания Нымме-Кивимяэ „Мяндла“». Общество открыло на улице Кандле общественный парк отдыха с аттракционами и сценой для представлений.

## Учреждения и предприятия
- Vabaduse pst 130 — Таллинская средняя музыкальная школа[12];
- Vabaduse pst 135a — детский сад «Ныммеканнике» (эст. Lasteaed Nõmmekannike);
- Kivimäe tn 17 — детский сад «Лаулику» (эст. Lauliku Lasteaed);
- Põllu tn 63 — Кивимяэский центр семейных врачей[13];
- Sõbra tn 61 — Таллинский спортивный центр «Сыбра Спорт» (Tallinn Sõbra Sports Center)[14].

До сентября 2019 года по адресу Vabaduse pst 128 работал легендарный универмаг «Яннсени каубамая» (эст. Jannseni kaubamaja). В настоящее время в его здании работает магазин торговой сети «Maxima».

## Памятники
На улице Янсена находится исторический памятник Морской крепости Императора Петра Великого — основание 12-дюймового тылового орудия.
В Кивимяэ установлен мемориальный камень в честь актера Вольдемара Пансо, который проживал в этом микрорайоне.

## Общественный транспорт
Через Кивимяэ проходит железная дорога Таллин — Кейла. В микрорайоне находится железнодорожная остановка «Кивимяэ». Здесь останавливаются поезда ELR5 (Таллин — Палдиски), ELR51 (Таллин — Рийзипере), ELR52 (Таллин — Клоогаранна), ELR53 (Таллинн — Кейла) и ELR7 (Таллин — Пяэскюла).
В микрорайоне курсируют городские автобусы маршрутов № 18, 20, 27 и большое число пригородных автобусов.

## Галерея
- Микрорайон Кивимяэ
- Улица Санаториуми
- Улица Сулеви
- Бульвар Вабадузе
- Железнодорожная остановка «Кивимяэ»
- Мемориальный камень Вольдемару Пансо